# Головатий Михайло Іванович
Михайло Іванович Головатий (нар. 22 січня 1943, с. Братишів, нині Тлумацький район — 7 травня 2016, Україна)  — український краєзнавець, дослідник історії Станиславова. Член Національної спілки краєзнавців України. Депутат Івано-Франківської обласної ради I демократичного скликання (1990–1994). Почесний працівник туризму (2003), заслужений працівник культури України (2007). Автор книг «Етюди старого Станислава» (2007) та «200 вулиць Івано-Франківська» (2010). Член історико-краєзнавчого об'єднання "Моє місто".

## Життєпис
Закінчив школу у с. Білий Яр (Томська область, Росія), куди депортували його сім'ю, і Томський інститут автоматизованих систем управління і радіоелектроніки (1965). У 1965—1972 працював інженером-конструктором в Омську, з 1972 — в Івано-Франківську на ВО «Промприлад». Голова осередку ТУМ в об'єднанні, один із засновників обласної організації НРУ (серпень 1989), член її першої крайової ради. Депутат обласної ради 1-го демократичного скликання (1990—1994). Від 1992 р. до виходу на пенсію працював в ОДА — заступником начальника управління туризму і курортів.
Ще працюючи інженером, захопився краєзнавством. Став найавторитетнішим знавцем давньої забудови міста. На основі вивчення архівних матеріалів опублікував у «Комсомольському прапорі» (липень—грудень 1987) дослідження «Серйозне, ймовірне, неймовірне і курйозне», в якому розкрив історію окремих будинків в Івано-Франківську. Автор близько 200 публікацій в наукових збірниках, центральній та івано-франківській обласній пресі, виступів на радіо і телебаченні. Автор книг «Етюди старого Станислава» (2007) та «200 вулиць Івано-Франківська» (2010). Співавтор видань «Історія Івано-Франківського державного об'єднання спиртової і лікеро-горілчаної промисловості» (1998), «Довідник вулиць Івано-Франківська» (2000), «Меморіальний сквер в Івано-Франківську» (2004), «Літопис ВАТ „Прикарпаттяобленерго. Віхи історії. Події та люди“» (2005), «Сто років історії, сто років праці. ВАТ „Промприлад“» (2005). Член редколегії тому «Звід пам'яток України. Івано-Франківська область». Соліст ансамблю «Черемош» від часу заснування.
Лауреат обласної премії ім. І. Вагилевича (2001). Почесний працівник туризму України (2003), Заслужений працівник культури України (2007). Один із авторів проекту та укладач видання «Івано-Франківськ. Енциклопедичний довідник» (2010).
Історик помер на 74-му році життя після тривалої і важкої хвороби.